# 辛辛纳图斯
盧修斯·昆特修斯·辛辛納圖斯（拉丁語：Lucius Quinctius Cincinnatus，前519年—前430年），是羅馬共和國時期的元老院成員、軍事領袖。他在羅馬帝國時代成為羅馬美德，功成身退的代表人物。其事蹟在古羅馬廣為傳頌。 
公元前458年時任執政官的米努基烏斯所統率的羅馬軍隊遭到意大利埃奎人的包圍，退隱務農的他臨危受命擔任獨裁官，以保衛羅馬。他以16天獲勝，功成身退返回農莊。
許多組織和其他實體受他影響，其中一些以他的名字命名。在美國，辛辛那提協會、紐約州辛辛納圖斯鎮和俄亥俄州辛辛那提市都以他的名字命名。
現代歷史學家懷疑其故事的某些細節，但通常接受辛辛納圖斯是歷史人物，他在公元前460年曾擔任執政官，在公元前458年擔任獨裁官。

## 生活
根據傳統記載，盧修斯在羅馬王政時代的最後十年，前519年出生。他本來是較小貴族氏族昆克蒂亞的成員，據說他是圖盧斯·希斯蒂里烏斯從拉丁城市阿爾巴朗格移居羅馬的。氏族的第一任領事是公元前471年當選的泰特斯·昆特修斯·卡皮托里努斯·巴巴圖斯。由於提圖斯和盧修斯都被記錄為名叫盧修斯·昆克修斯（Lucius Quinctius）的兒子和孫子，所以提圖斯有時被認為是盧修斯的兄弟。
前460年代後期，羅馬抵禦了伊基人對東部的襲擊。從前462年開始，護民官蓋烏斯·特倫提留斯·哈薩（G. Terentilius Harsa）開始敦促編纂羅馬法，以建立一種制憲性的的正規政權。

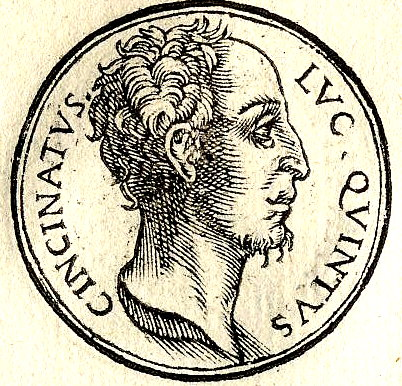
1553年描繪辛辛纳图斯的畫像

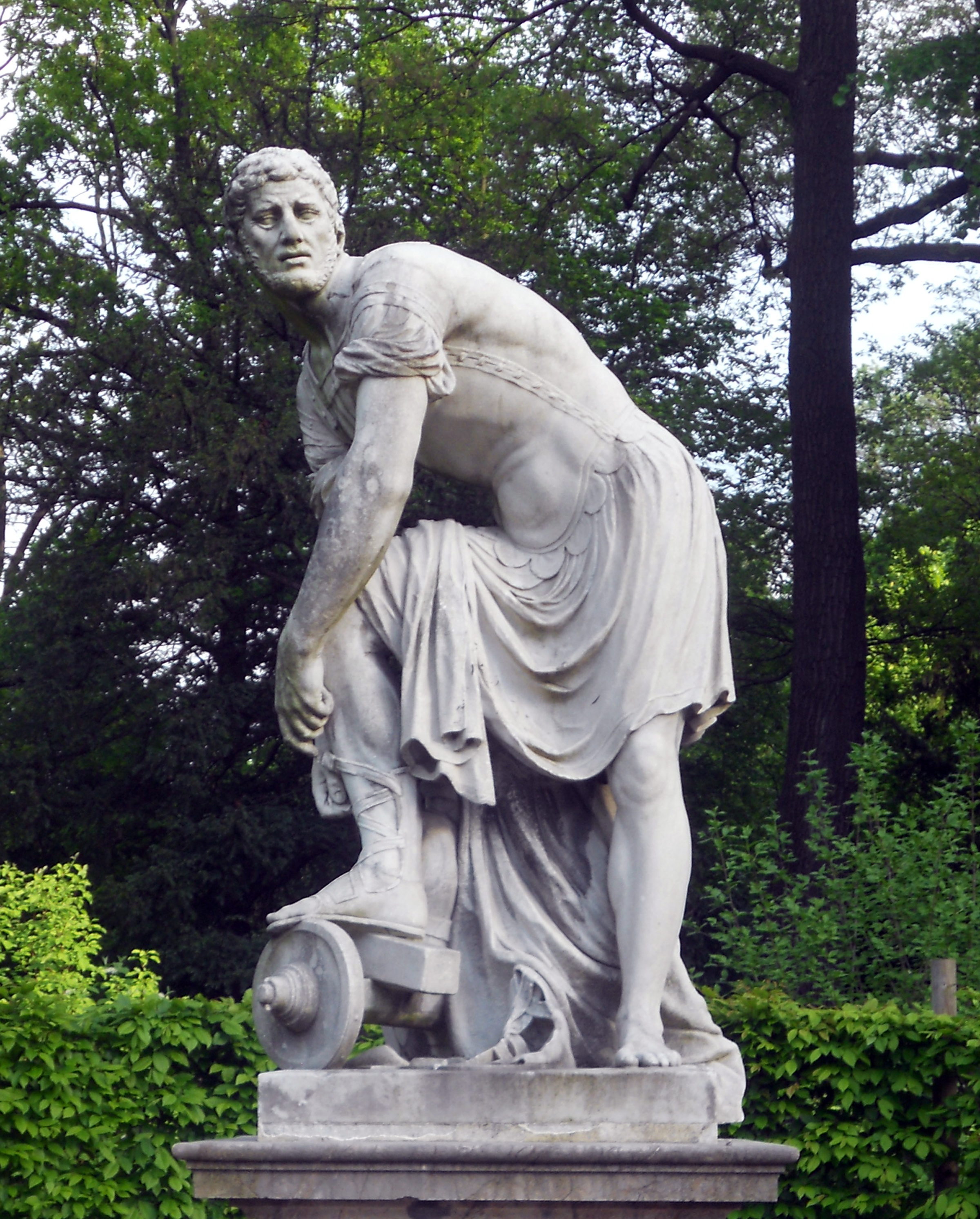
美泉宫內的雕塑雕塑

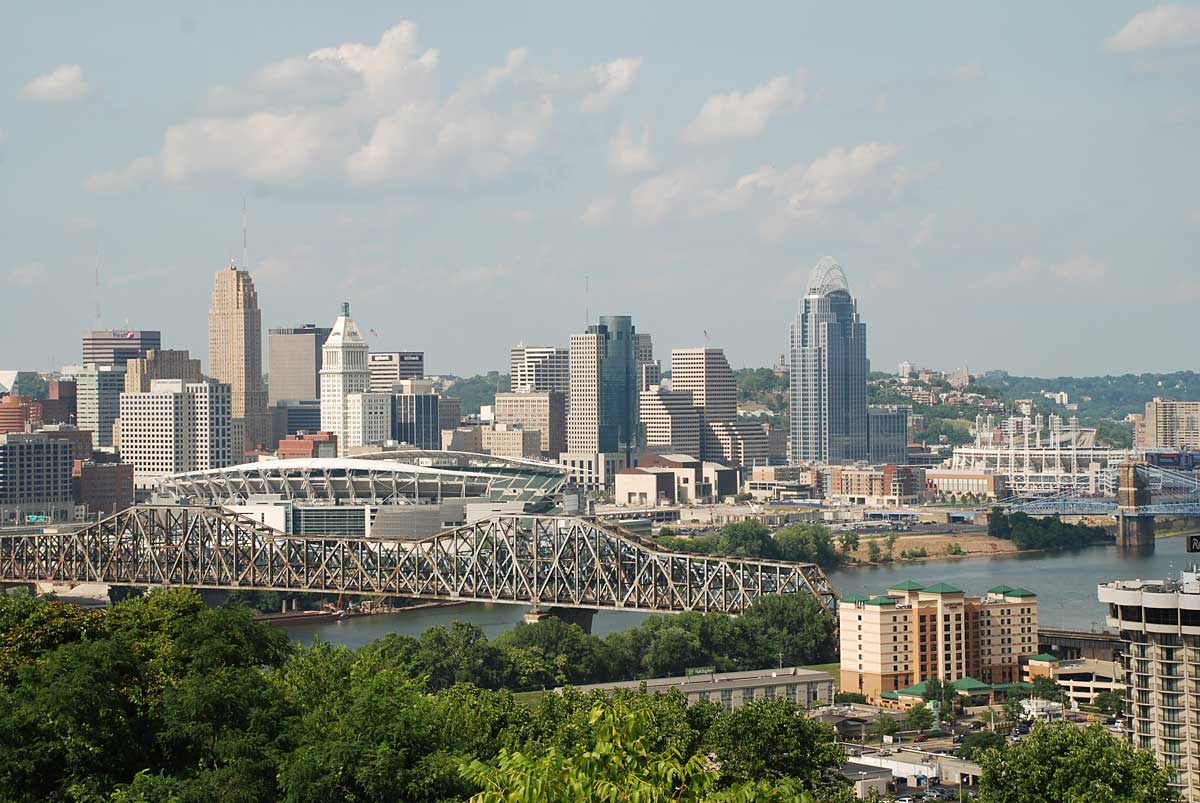
美國俄州辛辛那提市是最大的以辛辛纳图斯命名的地點

## 擴展閱讀
- Livy, Ab Urbe Condita, iii. 26-29

"…it was determined that a dictator should be appointed to retrieve their shattered fortunes, Lucius Quinctius Cincinnatus was appointed by universal consent.
It is worthwhile for those persons who despise all things human in comparison with riches, and who suppose that there is no room either for exalted honour, or for virtue, except where riches abound in great profusion, to listen to the following…"
Project Gutenberg version of Ab Urbe Condita （页面存档备份，存于）
- Dionysius of Halicarnassus Roman Antiquities, x. 23-25
- Florus, Epitome de T. Livio Beliorism omnium annorum DCC Libri duo, i. 11